# Vila Františka Melichara
Vila Františka Melichara je sídelní vila v Brandýse nad Labem, která byla postavena v roce 1902 podle návrhu architekta Václava Roštlapila v novobarokním slohu na adrese Františka Melichara 370/57, pro zdejšího podnikatele a majitele továrny na výrobu zemědělských strojů Františka Melichara. Vila byla postavena jako součást továrního areálu.

## Historie

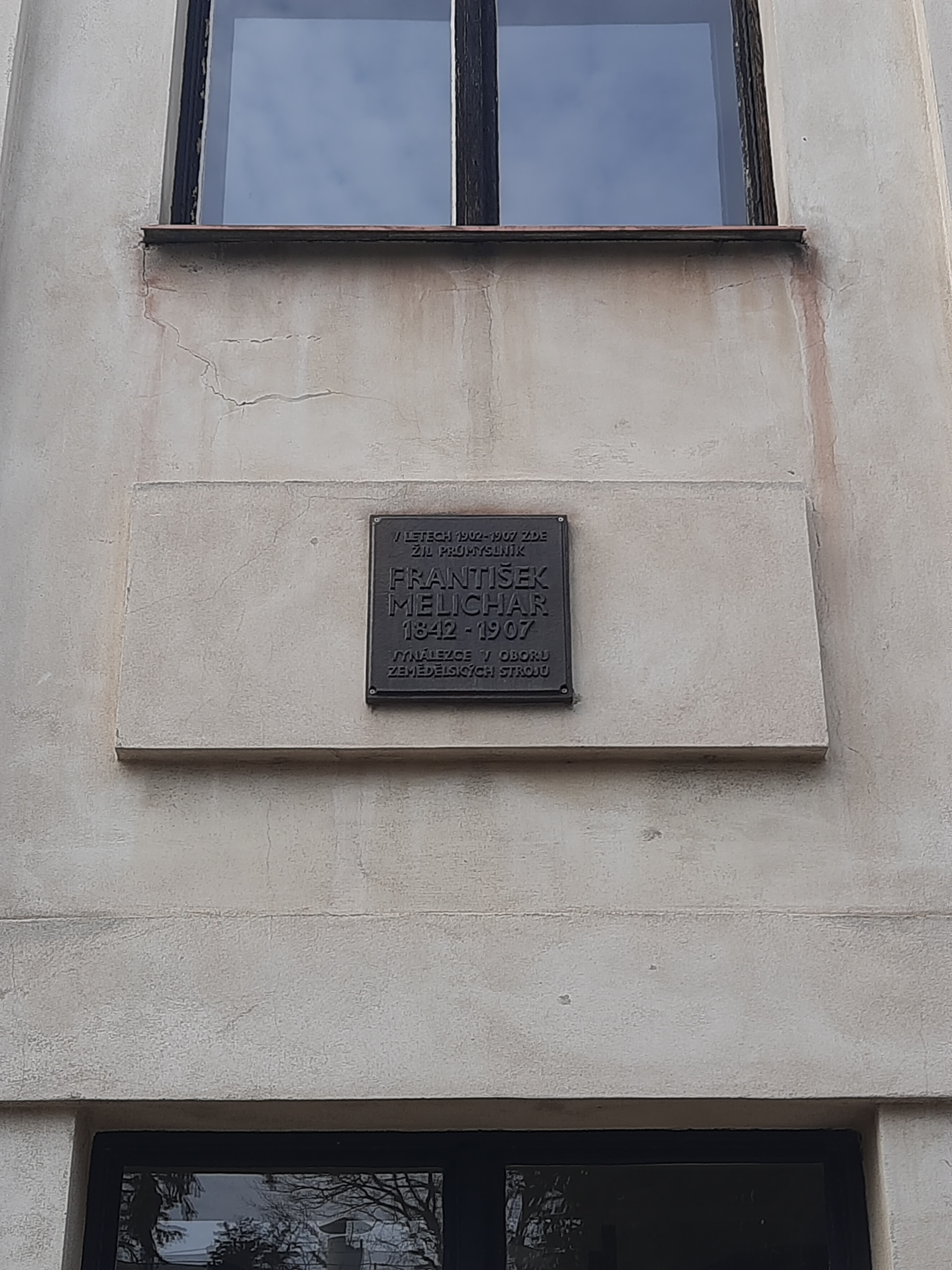
Pamětní deska Františka Melichara na zdi zadní části stavby

Výstavbu vily zadal roku 1900 brandýský továrník a někdejší starosta města František Melichar jakožto zhotovení rodinného domu se sídlem firmy. Návrh stavby vypracoval pražský architekt Václav Roštlapil, stavitelem byla pražská stavební firma Antonína Makovce. Stavba má bohatě zdobený interiér. Stavba byla vybavena rovněž garáží, neboť Melichar byl jedním z prvních majitelů osobního automobilu v Čechách.  
Melicharův závod se posléze stal největším výrobním provozem na secí stroje v Evropě.
Ve 20. století byla přeměněna na objekt střední průmyslové školy.

## Architektura
Vila je třípodlažní volně stojící budova s lomenou střechou. Nese bohatou novorenesanční štukovou a sochařskou výzdobu. Nachází se zde několik balkonů, střešní vyhlídková terasa a věž. Součástí pozemku stavby je rovněž zahrada s ohradní zdí.